# Marian Mikołajczyk (duchowny)
Marian Mikołajczyk (ur. 24 marca 1939 w Zajączkach) – polski ksiądz, protonotariusz apostolski.

## Życiorys
W 1956 roku ukończył Niższe Seminarium Duchowne w Częstochowie. W 1961 roku ukończył Wyższe Seminarium Duchowne Diecezji Częstochowskiej w Krakowie, a cztery lata później Katolicki Uniwersytet Lubelski na Wydziale Teologii. 1 października 1961 roku przyjął święcenia kapłańskie w kościele Opatrzności Bożej w Częstochowie z rąk bp Zdzisława Golińskiego. W latach 1961–1963 był wikariuszem w Parafii św. Leonarda w Mykanowie.
W latach 1970–1985 ks. Marian Mikołajczyk wykładał liturgikę w Wyższym Seminarium Duchownym w Częstochowie. 29 grudnia 1982 otrzymał godność kapelana Jego Świątobliwości, a 18 stycznia 2001 został mianowany Protonotariuszem Apostolskim "supra numerum". Od 2001 roku jest komandorem Zakonu Rycerskiego Kawalerów Grobu Świętego w Jerozolimie. W 2002 roku uzyskał stopień naukowy doktora w zakresie teologii moralnej.